# Contea autonoma dong di Zhijiang
La contea autonoma dong di Zhijiang (芷江侗族自治县S, Zhǐjiāng Dòngzú ZìzhìxiànP) è una contea della Cina, situata nella provincia di Hunan e amministrata dalla prefettura di Huaihua.